# Bôbin

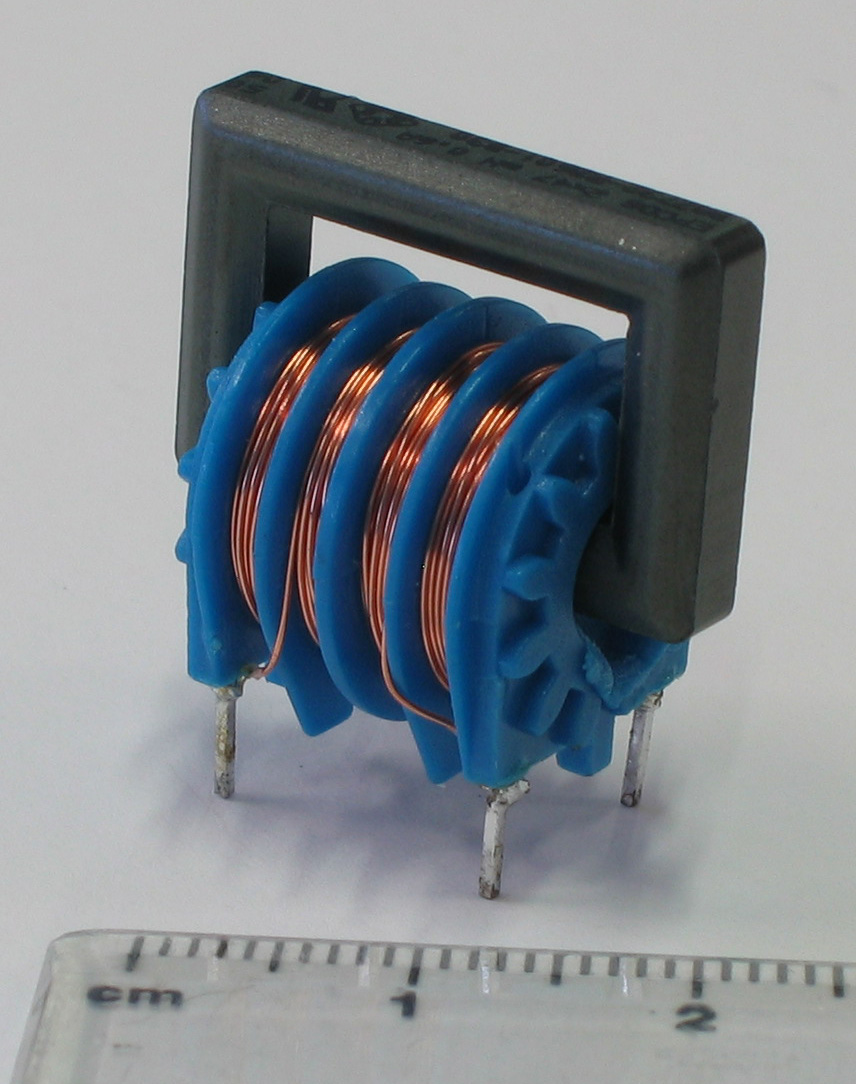
Bôbin là cuộn dây kim loại cuốn quanh một lõi hình trụ

Bôbin là khái niệm phiên âm từ tiếng Pháp (bobine) thường dùng để chỉ một cuộn dây đồng được cuốn xung quanh một lõi nhất định.
Trong tiếng Pháp cũng như trong tiếng Anh (bobbin, IPA: /ˈbɒbɪn/), từ bobine này có hai nghĩa chính, tạm gọi là nghĩa 1 và nghĩa 2:  
- (1) là lõi con thoi, lõi cuộn chỉ hoặc suốt máy khâu hay lõi cuộn phim (trong máy ảnh cơ học) hoặc lõi cuộn băng video. Trường hợp này là bobine gia dụng.
- (2) là lõi cuốn dây đồng có cấu trúc giống như một cuộn chỉ trong các thiết bị điện. Trường hợp này là "electrical transformer bobbin" tức là bôbin biến điện, tương ứng với khái niệm bôbin người Việt thường dùng.

Trong tiếng Việt, vì các nghĩa (1) đã có từ thuần Việt, nên bôbin dùng theo nghĩa (2). Trường hợp này còn gọi được gọi là cuộn cảm dùng trong các thiết bị điện, nhưng phải có lõi là nam châm hoặc kim loại.
Các kiểu bôbin được ứng dụng rộng rãi trong các thiết bị ứng dụng cảm ứng điện từ gồm bộ tăng điện áp trong động cơ xe máy, rơle, pickup, biến áp, các loại cuộn cảm ứng, v.v.

## Một số loại bobine gia dụng
- Suốt con thoi trong khung cửi hay máy dệt. Lõi sợi, lõi cuốn len hoặc lõi cuốn băng (băng cao su, băng dính) là một trục hình trụ bằng gỗ hoặc bằng nhựa, hai đầu thường lắp tấm chắn cho sợi hay băng không bị tuột khỏi lõi. Trong các ứng dụng không dùng điện, thì bobine là "suốt" hay lõi để cất giữ sản phẩm gọn gàng, không bị rối và tiện lợi khi sử dụng.
- Một số loại suốt có từ thời xưa (craft), được trang trí, khắc vẽ được khảo cổ học rất quan tâm.[5]

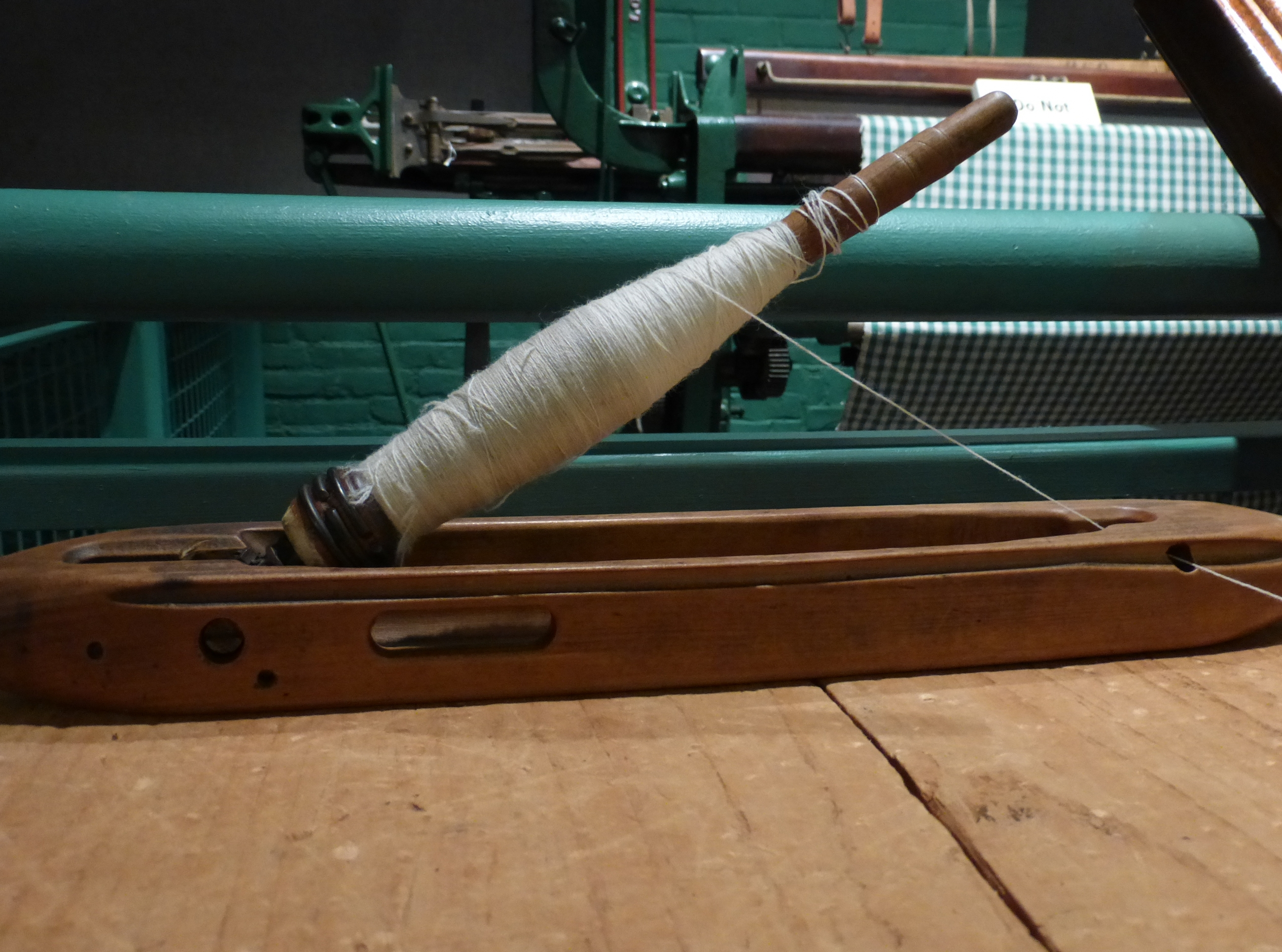
Suốt con thoi ở máy dệt
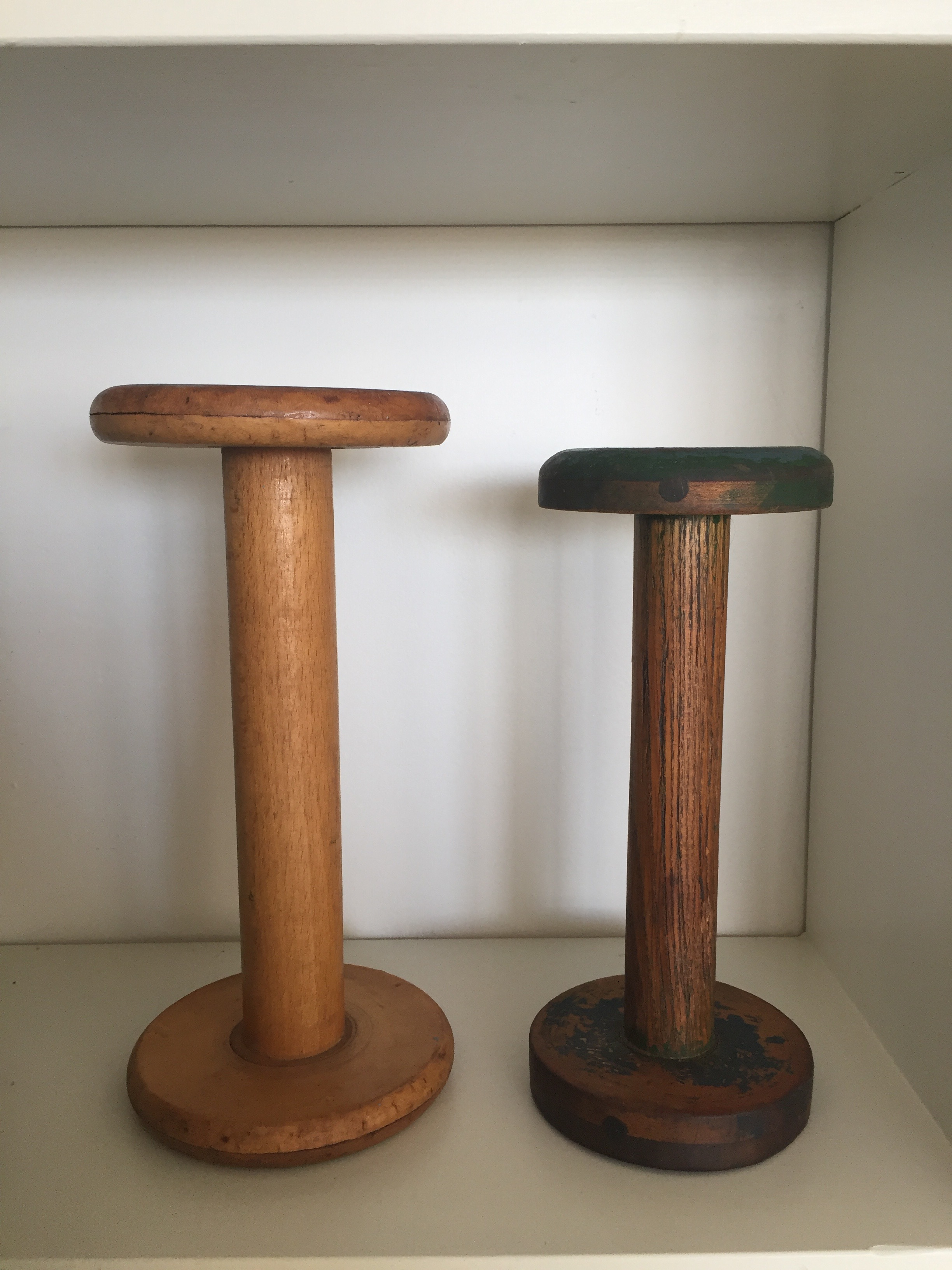
Lõi cuốn sợi hay len
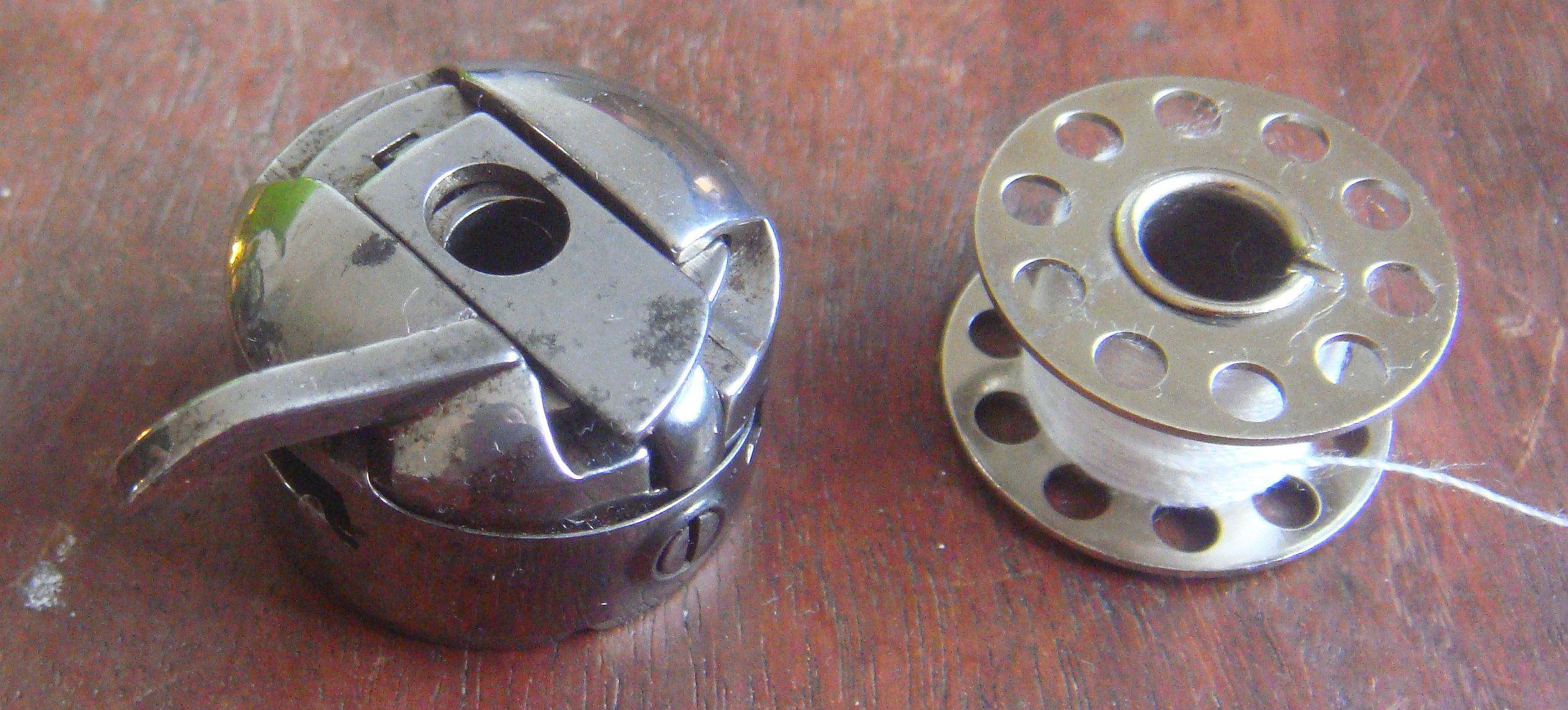
Suốt cuộn chỉ máy khâu
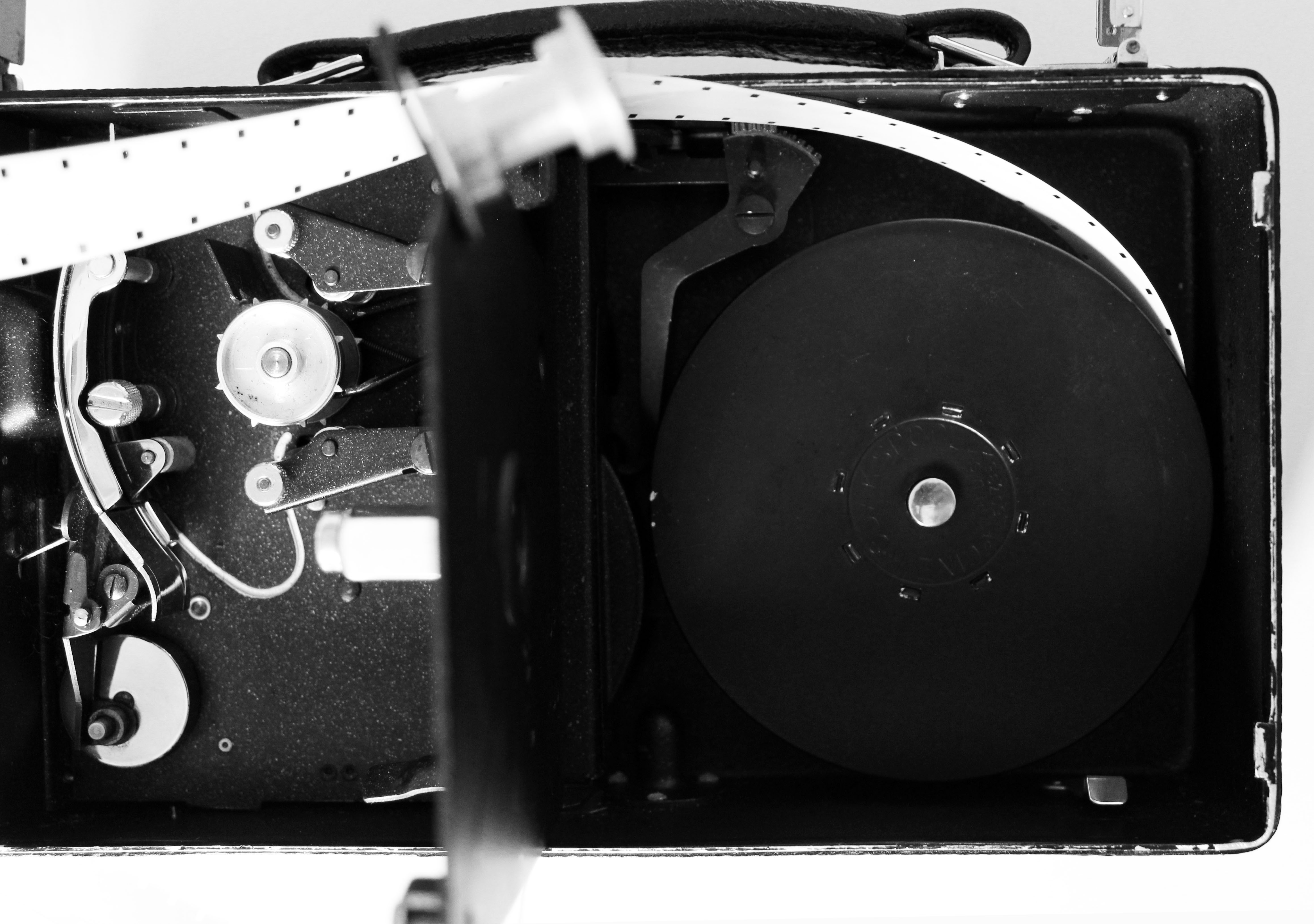
Lõi cuốn phim của máy quay phim hoặc của máy ảnh cơ

## Một số loại bôbin biến điện

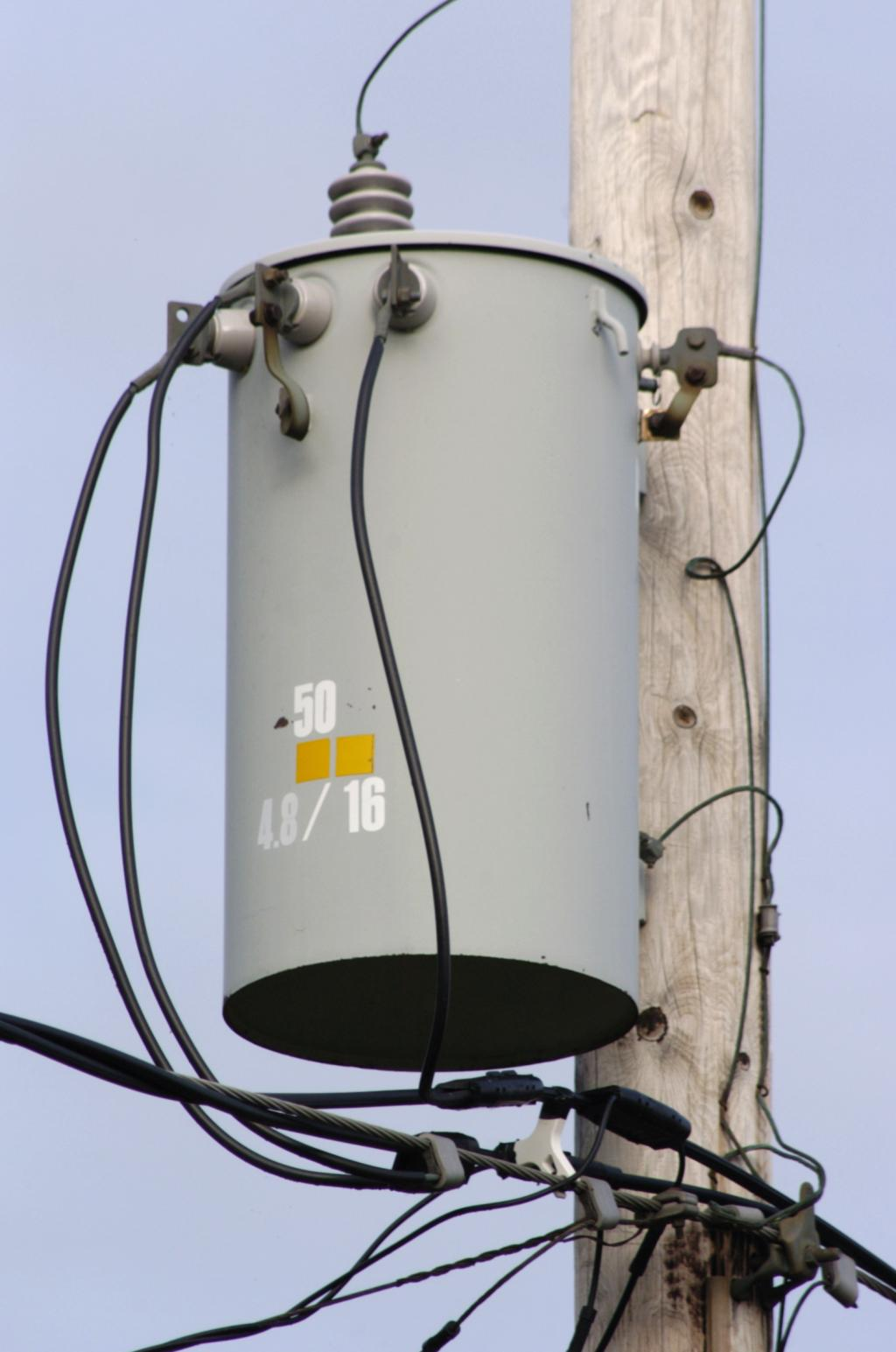
Máy biến áp trong có bôbin, dùng tăng thế hoặc hạ thế.
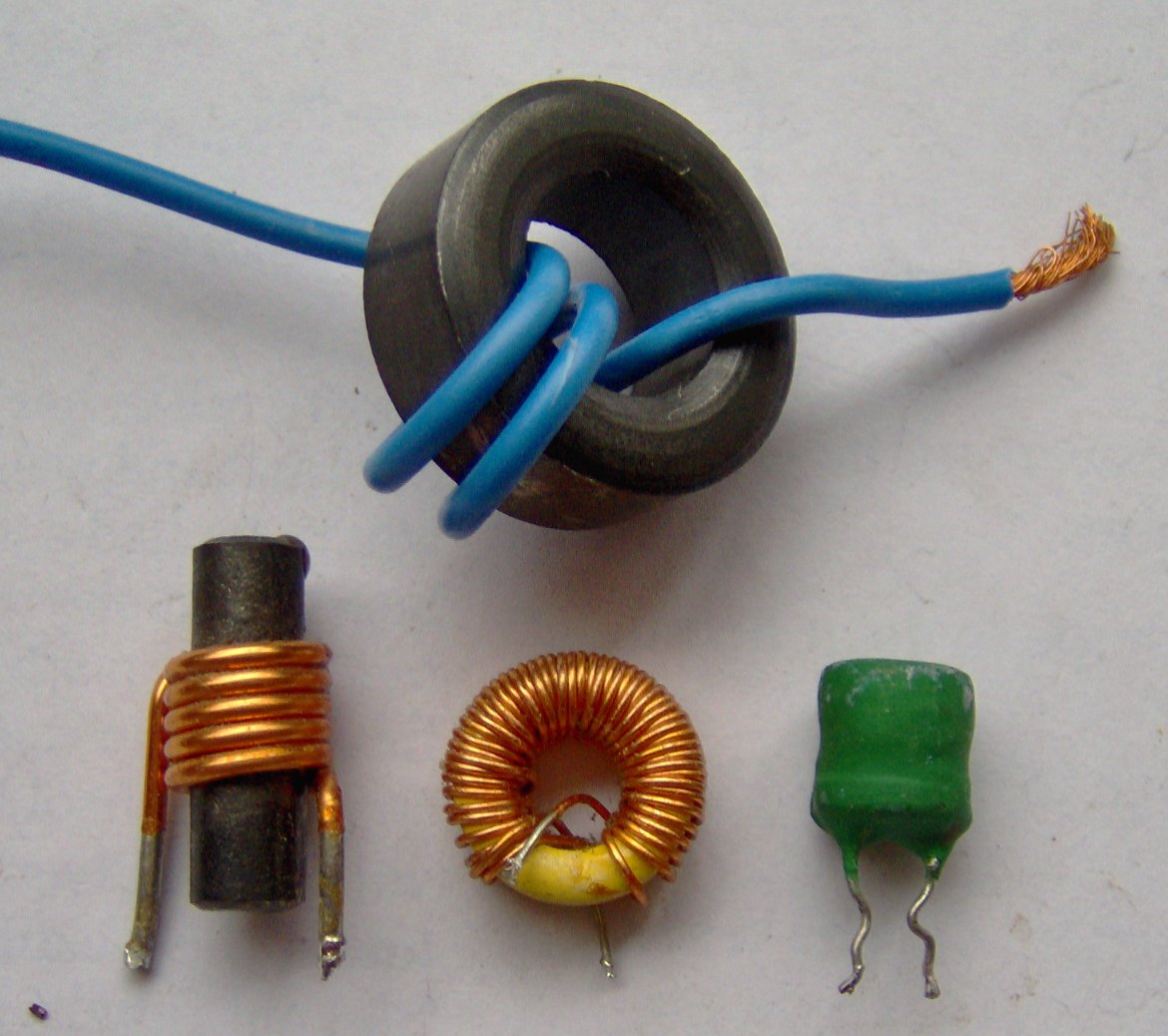
Cuộn cảm có thể có các bôbin khác dạng nhau.
Bôbin trong rơle điện
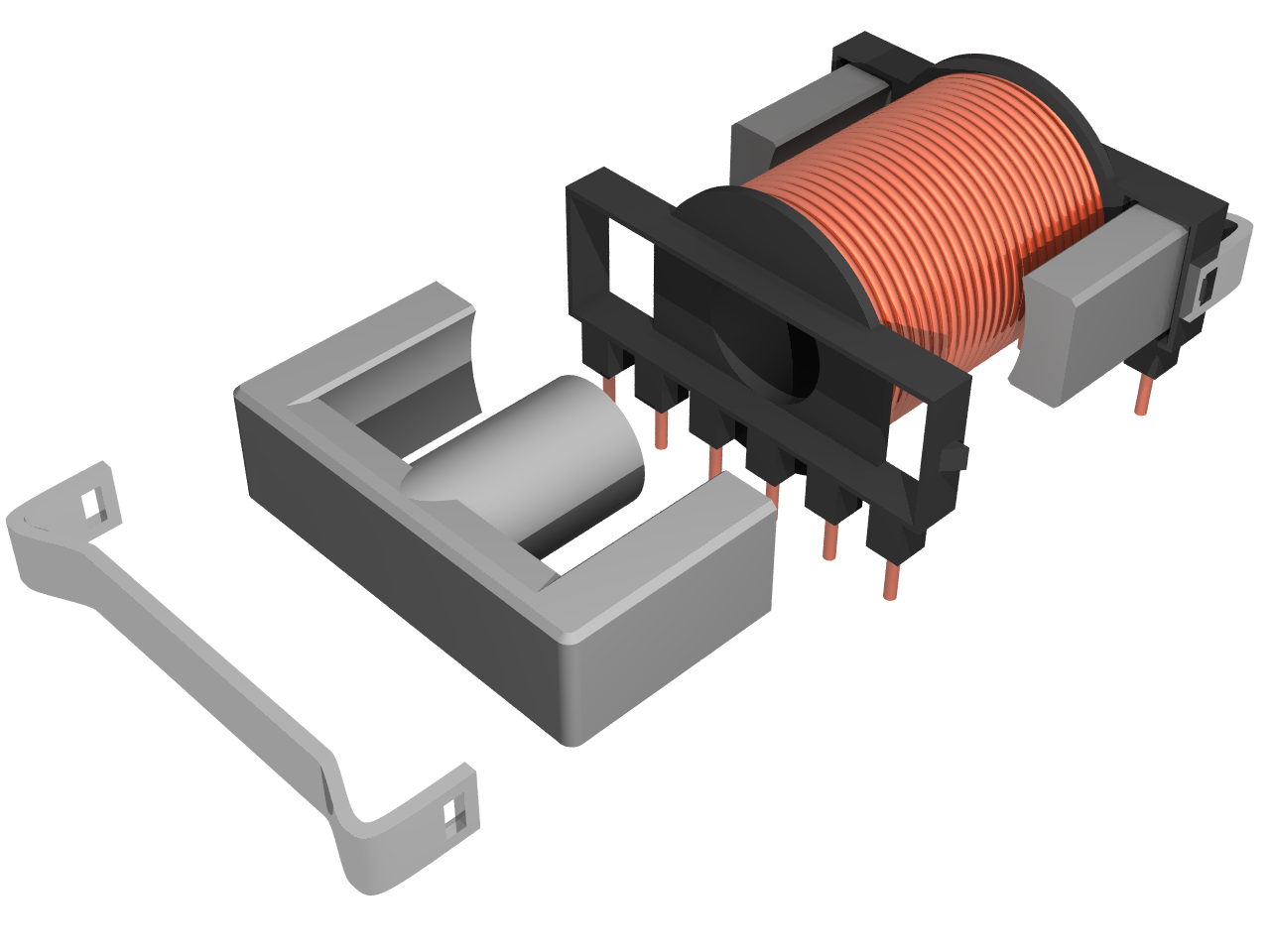
Bôbin bao ngoài lõi sắt từ
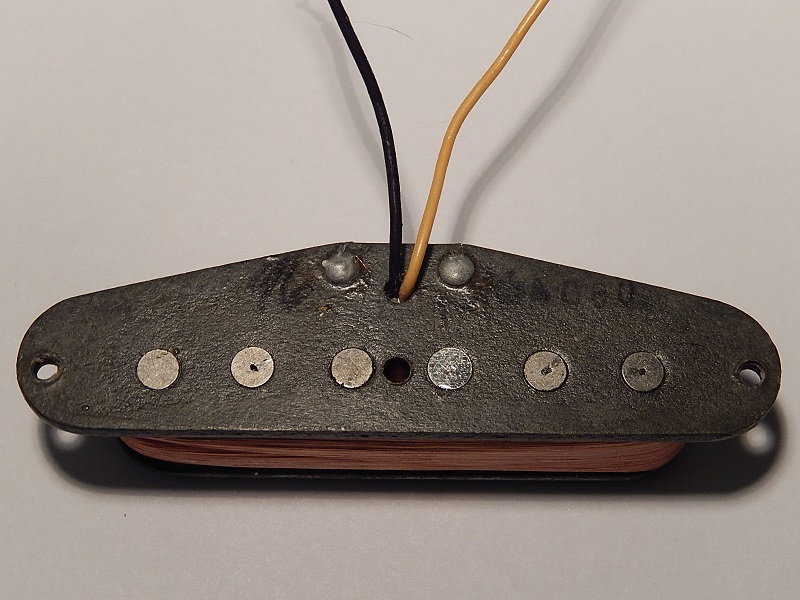
Bônbin trong bộ pickup đơn của guitar điện.